# 유토리 세대
유토리 세대(일본어: ゆとり世代)는 유토리 교육(ゆとり教育)을 받은 세대를 가리킨다. 뜻은 대체적으로 봐도 여유라고 가리킨다.

## 정의 및 범위
유토리 세대에 대해서는 명확한 정의 및 범위는 없고, 여러가지의 설들이 있다.
- 소학교 및 중학교에서는 2002년부터 시행(고등학교는 2003년부터)하였을 때, 학습 지도 요령에 따라 교육을 별도로 받은 세대 (1987년 4월 2일 ~ 2005년 4월 1일 출생)
- 소학교 및 중학교에서 1980년 당시 시행 (고등학교는 1982년도 이후)하였을 때, 학습 지도 요령에 따라 교육을 별도로 받은 세대 (1966년 4월 2일 ~ 1978년 4월 1일 출생)

## 같이 보기
- 사토리 세대 - 포스트 단카이 주니어의 대를 이은 세대
- 유토리 교육
- 탈 유토리 교육(일본어판)
- 저출산
- 밀레니얼 세대